# Сасаки, Сэцуко
Сэцуко Сасаки (яп. 佐々木節子, англ. Setsuko Sasaki; р. 16 октября 1944, Мито, префектура Ибараки, Япония) — японская волейболистка, нападающая. Чемпионка летних Олимпийских игр 1964 года, чемпионка мира 1967.

## Биография
Сэцуко Сасаки начала заниматься волейболом в средней школе «Тайсэй» родного города Мито (префектура Ибараки). С 1963 выступала за базовую команду сборной Японии «Нитибо», в составе которой 5 раз становилась чемпионкой Японии.
В 1964 Сасаки дебютировала в национальной сборной Японии на дебютном для волейбола олимпийском турнире в Токио и со своей командой стала обладателем высших наград. В 1967 на домашнем чемпионате мира также выиграла золотые награды, после чего завершила игровую карьеру.

### Клубная карьера
- …—1962 —  «Тайсэй Скул» (Мито);
- 1962—1967 —  «Нитибо» (Кайдзука).

## Достижения

### Клубные
- 5-кратная чемпионка Японии — 1963—1967.

### Со сборной Японии
- Олимпийская чемпионка 1964.
- чемпионка мира 1967.